# 1-十九炔
1-十九炔是一种有机化合物，化学式为C19H36。它可以1-十八醇为原料，氧化为十八醛后和三苯基膦、四溴化碳反应，得到1,1-二溴-1-十九烯后再与正丁基锂反应制得；它也可通过1-溴十七烷和乙炔锂的反应得到。它和N-溴代丁二酰亚胺在丙酮中混合后，和硝酸银在黑暗中反应，可以得到1-溴-1-十九炔。